# Svetozar Banovec
Svetozar Rudolf Banovec, slovenski operni in koncertni pevec tenorist, * 20. marec 1894, Ljubljana, † 1978, Ljubljana, Slovenija.

## Življenje
Oče mu je bil livar Alojzij, mati mu je bila trgovka Marija (rojena Urbanc). V prvi svetovni vojni je bil vojak na ruski in soški fronti. Po vojni je študiral solopetje pri Mateju Hubadu. V sezoni 1918/1919 je prišel v ljubljansko Opero, kjer je kmalu postal eden izmed vodilnih pevcev.
Leta 1929 je odšel na turnejo po ZDA, ki pa jo je s šestih mesecev zaradi izrednih uspehov podaljšal na dve leti. Pel je v New Yorku, Chicagu, Clevelandu ... Za to priložnost so mu spisali pesmi mdr. tudi Emil Adamič, Marij Kogoj in Anton Lajovic.
Po vrnitvi s turneje je pel v Ljubljani, kjer je prepel ves standarden tuji in domači tenorski repertoar. Upokojil se je leta 1954, vendar je v manjših vlogah pel še do leta 1956.
Banovec je imel visok, nenavadno lep lirski glas, kot igralec je bil tenkočuten interpret.